# Natriumastatid
Natriumastatid (NaAt) ist eine anorganische chemische Verbindung des Natriums aus der Gruppe der Astatide.
Der Stoff wurde bereits hergestellt, indem Astat zuerst destilliert wurde und dann in einer Lösung von Natriumhydrogencarbonat gelöst wurde. Dann konnten die At+- und At3+-Ionen mit Ascorbinsäure (Vitamin C) reduziert werden.
Es wurde bereits vorgeschlagen, Iod-131 in der Strahlentherapie durch Natriumastatid zu ersetzen.
Natriumastatid hat eine geschätzte Standardbildungsenthalpie von −257 kJ/mol.